# El Cid (film)

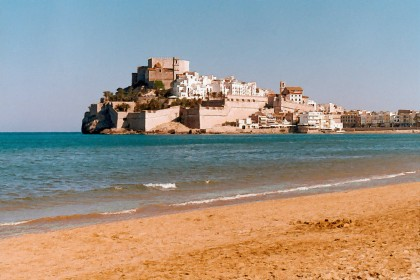
Peñíscola vára, amely a filmben Valenciaként jelenik meg.

Az El Cid Anthony Mann rendező 1961-ben bemutatott történelmi filmeposza, amelynek címszerepét Charlton Heston, női főszerepét Sophia Loren alakította.
A film főproducere Samual Bronston volt, akit Jaime Prades és Michal Waszynski segített. A forgatókönyvet Fredrick M. Frank, Philip Yordan és Ben Barzman írta. Zenéjét a magyar származású Rózsa Miklós (a két évvel korábbi Ben-Hur zeneszerzője) alkotta.
A filmet szinte teljes egészében Spanyolországban forgatták, kivéve néhány stúdiójelenetet, amelyek Rómában készültek, hogy a film a koprodukciós státusz elnyerésével olcsóbban legyen legyártható.
Először Olaszországban mutatták be 1961. október 24-én. Az amerikai bemutatóra december 14-én került sor.

## Cselekmény
A háromórás film az Ibériai-félsziget jórészét megszállva tartó arabok ellen jelentős hadisikereket elért legendás 11. századi kasztíliai lovaghadvezér, El Cid romantikus történetét beszéli el.

## Szereplők
| Szerep                     | Színész            | Magyar hang        | Magyar hang     |
| Szerep                     | Színész            | 1. szinkron (1986) | 2. szinkron     |
| -------------------------- | ------------------ | ------------------ | --------------- |
| El Cid                     | Charlton Heston    | Balázsovits Lajos  | Lux Ádám        |
| Jimena                     | Sophia Loren       | Hernádi Judit      | Pikali Gerda    |
| García Ordóñez gróf        | Raf Vallone        | Dózsa László       | Szakács Tibor   |
| Al Kadir                   | Frank Thring       | Vándorfi László    |                 |
| Alfonso herceg             | John Fraser        | Benkő Péter        | Szrna Krisztián |
| Sancho herceg              | Gary Raymond       | Kalocsay Miklós    | Szabó Máté      |
| Fanez                      | Massimo Serato     | Vass Gábor         | Posta Victor    |
| Don Diego                  | Michael Hordern    | Kun Vilmos         |                 |
| Ferdinand király           | Ralph Truman       | Somogyvári Pál     |                 |
| Gormaz grófja, Jimena apja | Andrew Cruickshank | Bitskey Tibor      |                 |